# 6918 Manaslu
A 6918 Manaslu (ideiglenes jelöléssel 1993 FV3) a Naprendszer kisbolygóövében található aszteroida. Masanori Hirasawa és Shohei Suzuki fedezte fel 1993. március 20-án.